# Sint-Jan Onthoofdingkerk (Zoeterwoude)
De Sint-Jan Onthoofdingkerk is een rooms-katholieke kerk in de Zuidbuurt, een buurtschap in de Nederlandse gemeente Zoeterwoude en onderdeel van de Parochie Heiligen Petrus en Paulus.
Vlak na de Reformatie werd op deze plek al een katholieke kerk gebouwd, die zoals veel schuilkerken of boerderijkerken buiten het eigenlijke dorp was gesitueerd. Zoeterwoude werd immers al in 1656 een zelfstandige parochie en de bij de Reformatie aan de protestanten kwijtgeraakte kerk in Zoeterwoude-Dorp werd nooit teruggegeven aan de katholieken. Daarnaast was het rooms-katholieken tot 1853 verboden kerken te bouwen in dorpen en steden, wat de betrekkelijk afgelegen locatie van de kerk in Zuidbuurt kan verklaren.
De eerste kerk werd in 1843 als waterstaatskerk gebouwd naar een ontwerp van Theo Molkenboer. Deze kerk werd aan het einde van de 19e eeuw te klein en werd afgebroken. Tussen 1902 en 1904 werd een nieuwe neogotische kerk gebouwd door de architecten Jan Stuyt en Jos Cuypers, die in deze periode een partnerschap hadden. De toenmalige deken F.C.X. Mosmans had aanzienlijke invloed op details van het ontwerp en versiering van het gebedshuis. De kerk werd op 3 oktober 1904 geconsacreerd door mgr. Augustinus Callier, bisschop van Haarlem.

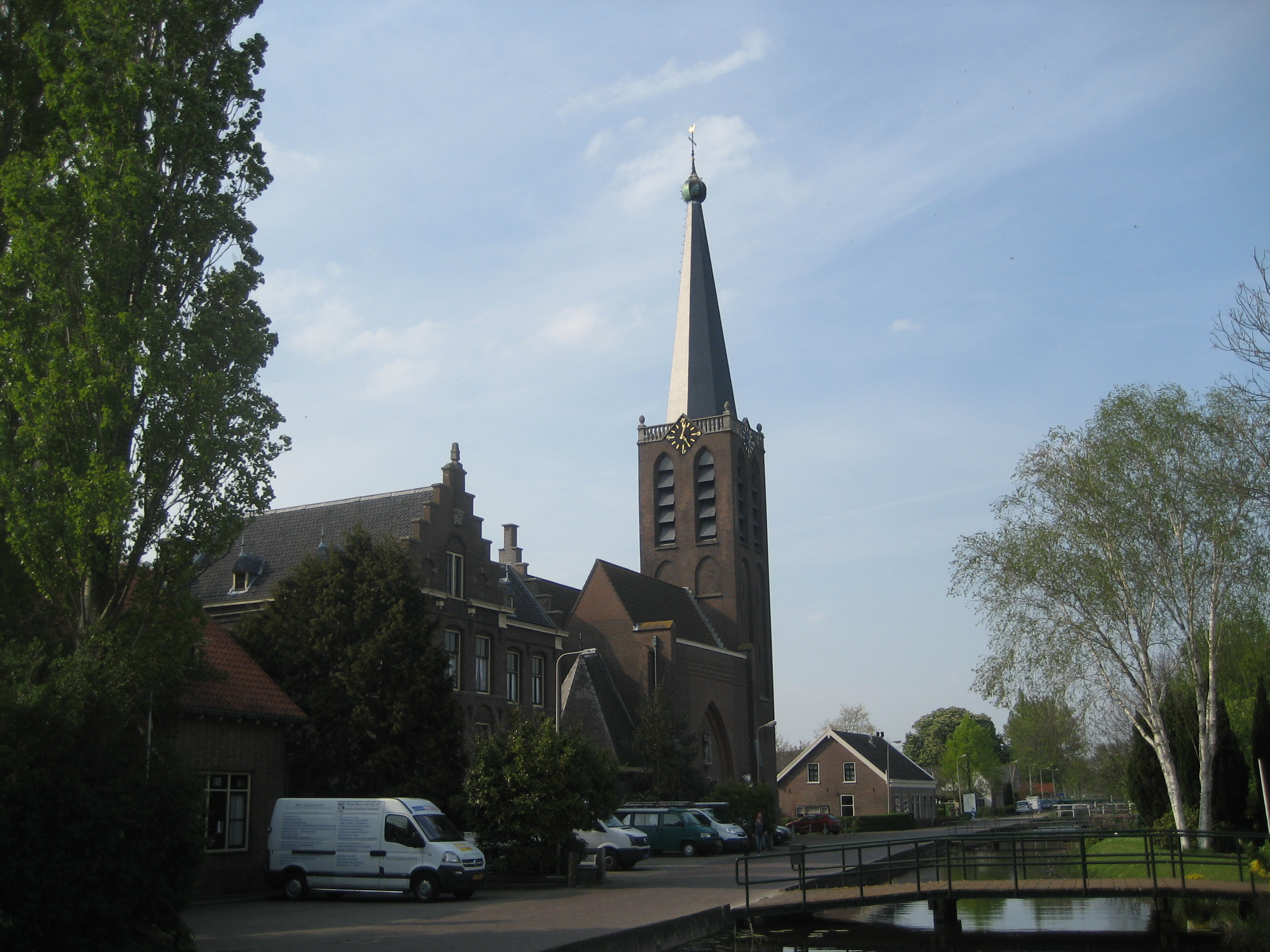
Sint-Jan (2014)
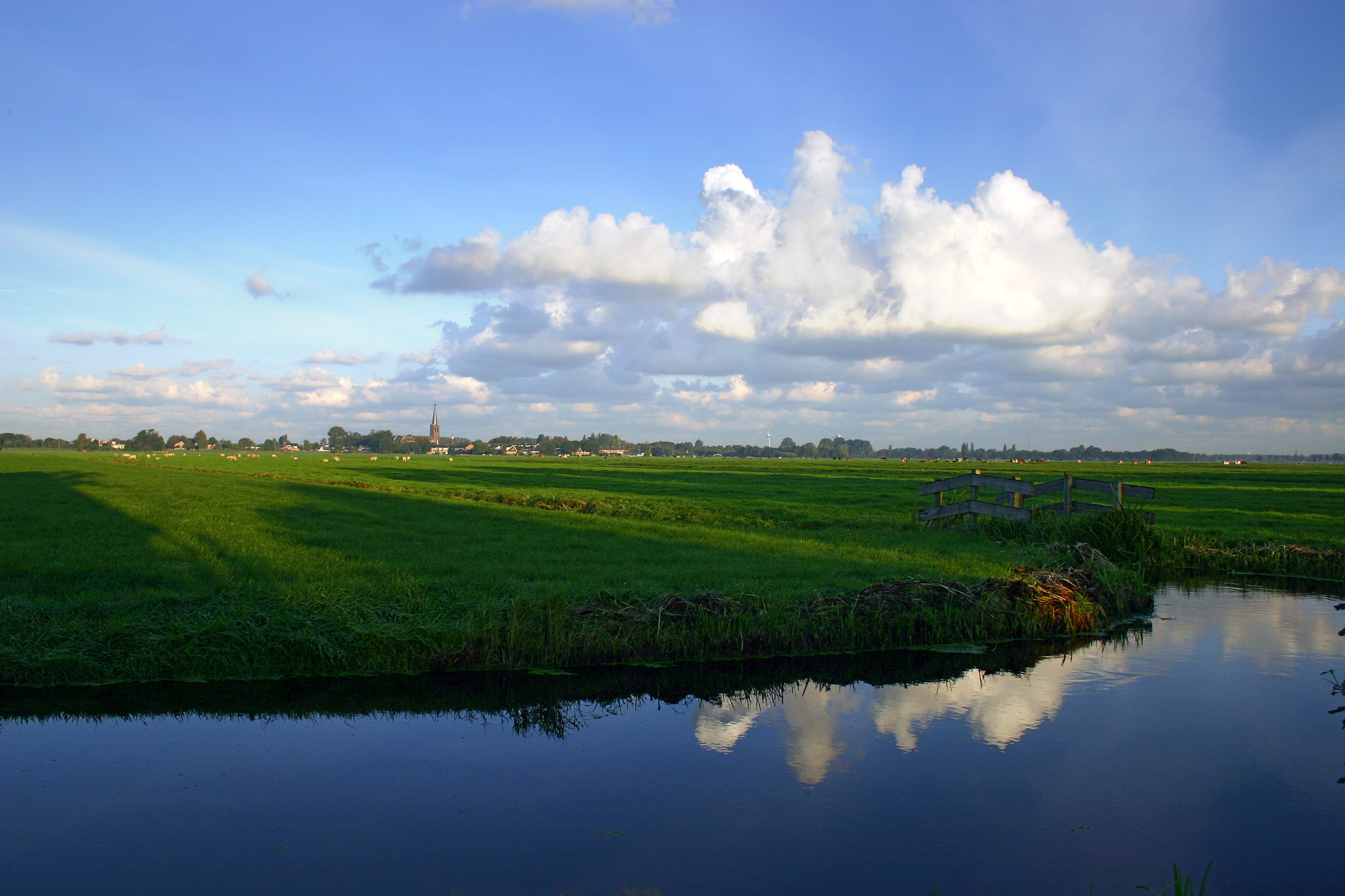
Polder met kerk
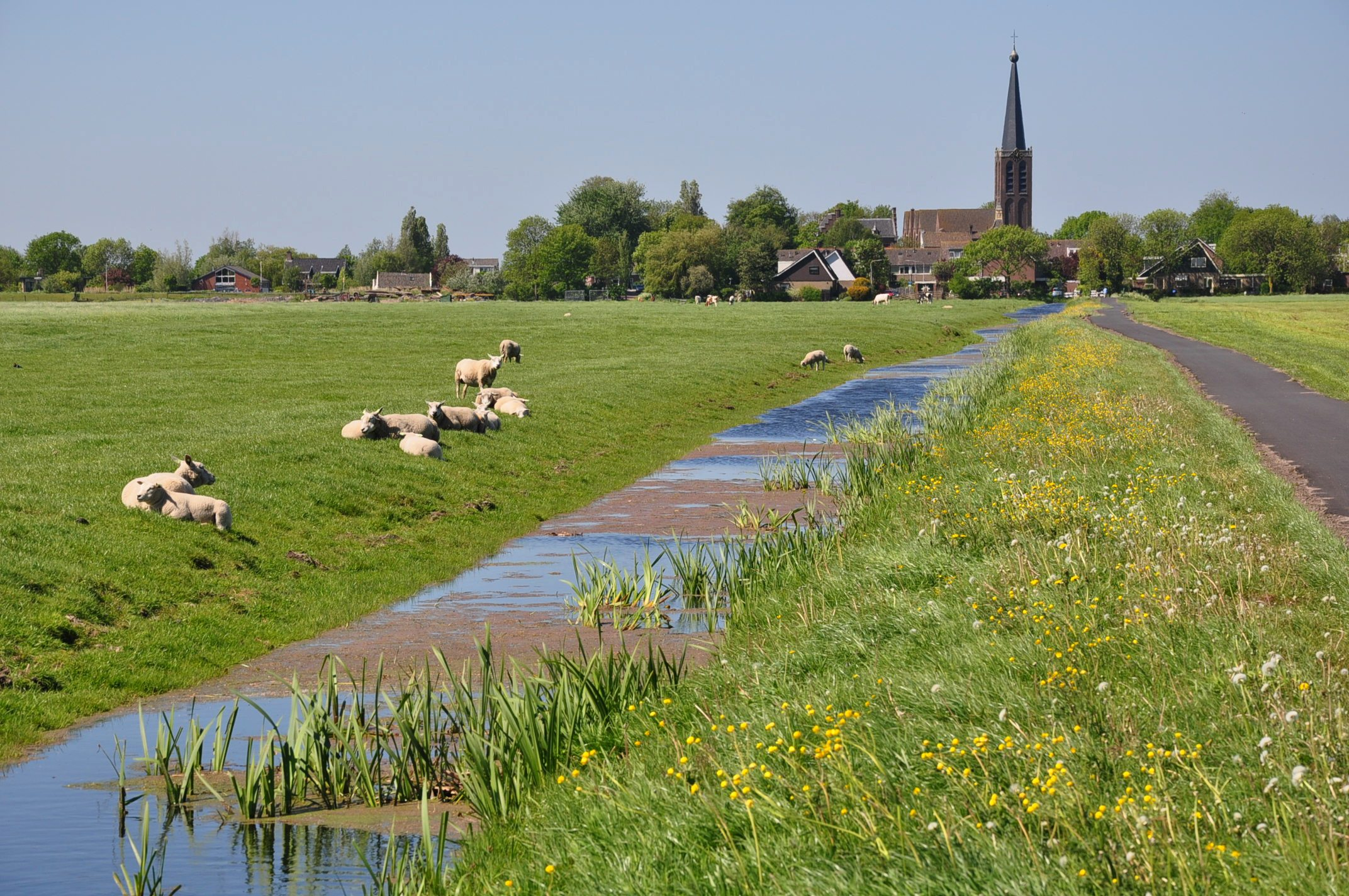
Zicht vanaf de Weipoort
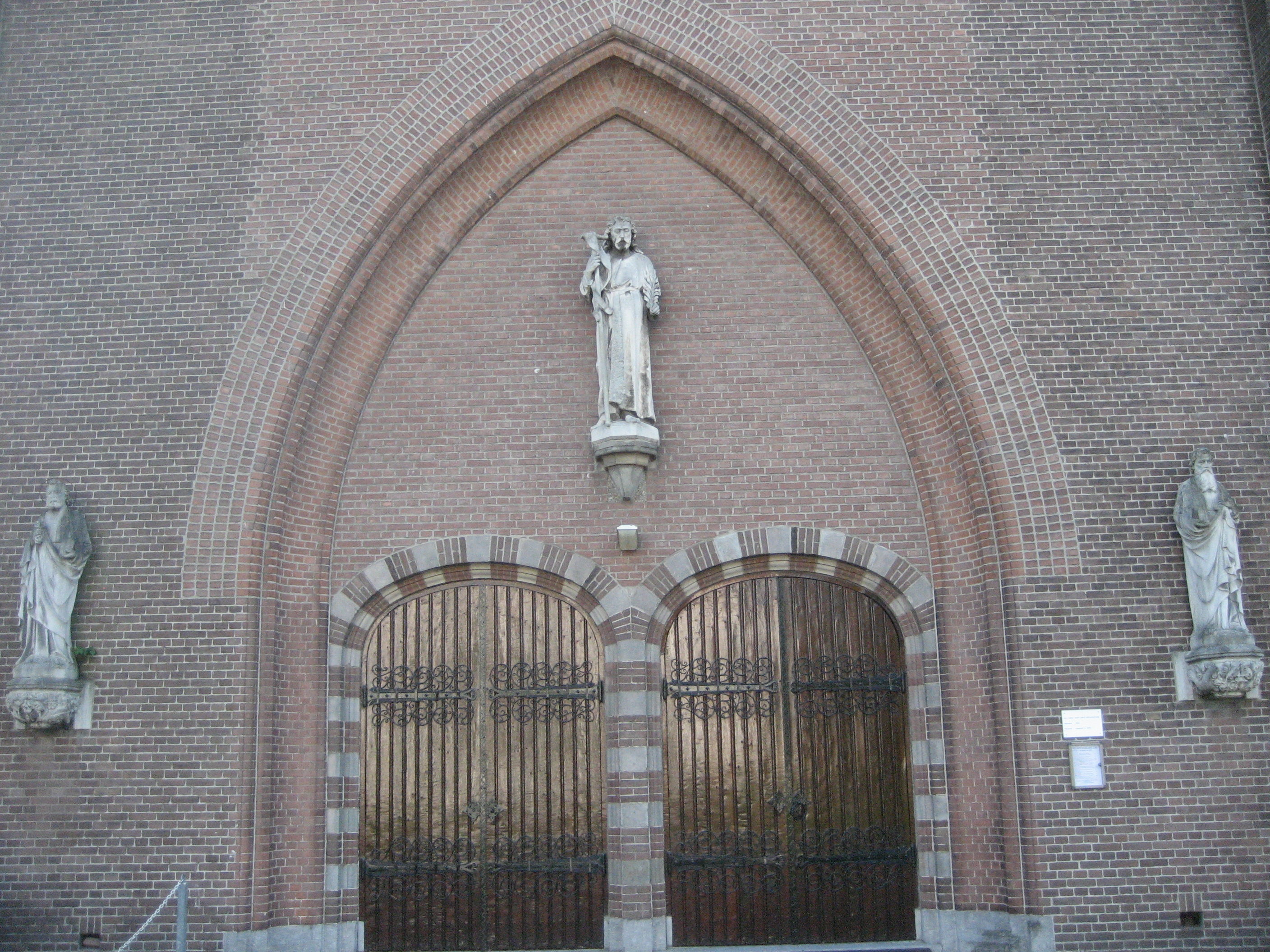
Voorzijde van de kerk

Op 12 juni 1964 raakte het gebouw zwaar beschadigd bij een brand die ontstaat na soldeerwerkzaamheden aan de dakgoten. De kerk wordt daarna slechts gedeeltelijk herbouwd onder leiding van de architect P.N.A. Sips, en wordt in 1966 weer in gebruik genomen. Van de oorspronkelijke kerk is weinig overgebleven. De karakteristieke toren bleef gespaard. Van de oorspronkelijke luister is veel verdwenen. Van het priesterkoor en dwarsschip, nog bereikbaar via de oorspronkelijke "dodenpoort", zijn alleen nog de ruïnes overgebleven. Het langschip werd afgesloten door een blinde muur en overkapt met vijf spitsdaken. Tegen de blinde muur, een klaagmuur, bevindt zich een Golgothagroep van de hand van de beeldhouwer Pieter Biesiot die ook al in het oorspronkelijke priesterkoor stond.
In 2017 werd het interieur van de kerk ingrijpend verbouwd. In mei 2018 is de kerk door bisschop mgr. Van den Hende opnieuw ingewijd en is de andere katholieke kerk van het dorp, de Christus Dienaarkerk, onttrokken aan de eredienst. Meest opvallende aspect van de verbouwing is een aangebrachte schildering op de blinde muur die het priesterkoor afsluit met daarop een optische illusie die doet lijken alsof het oorspronkelijke priesterkoor weer hersteld is.

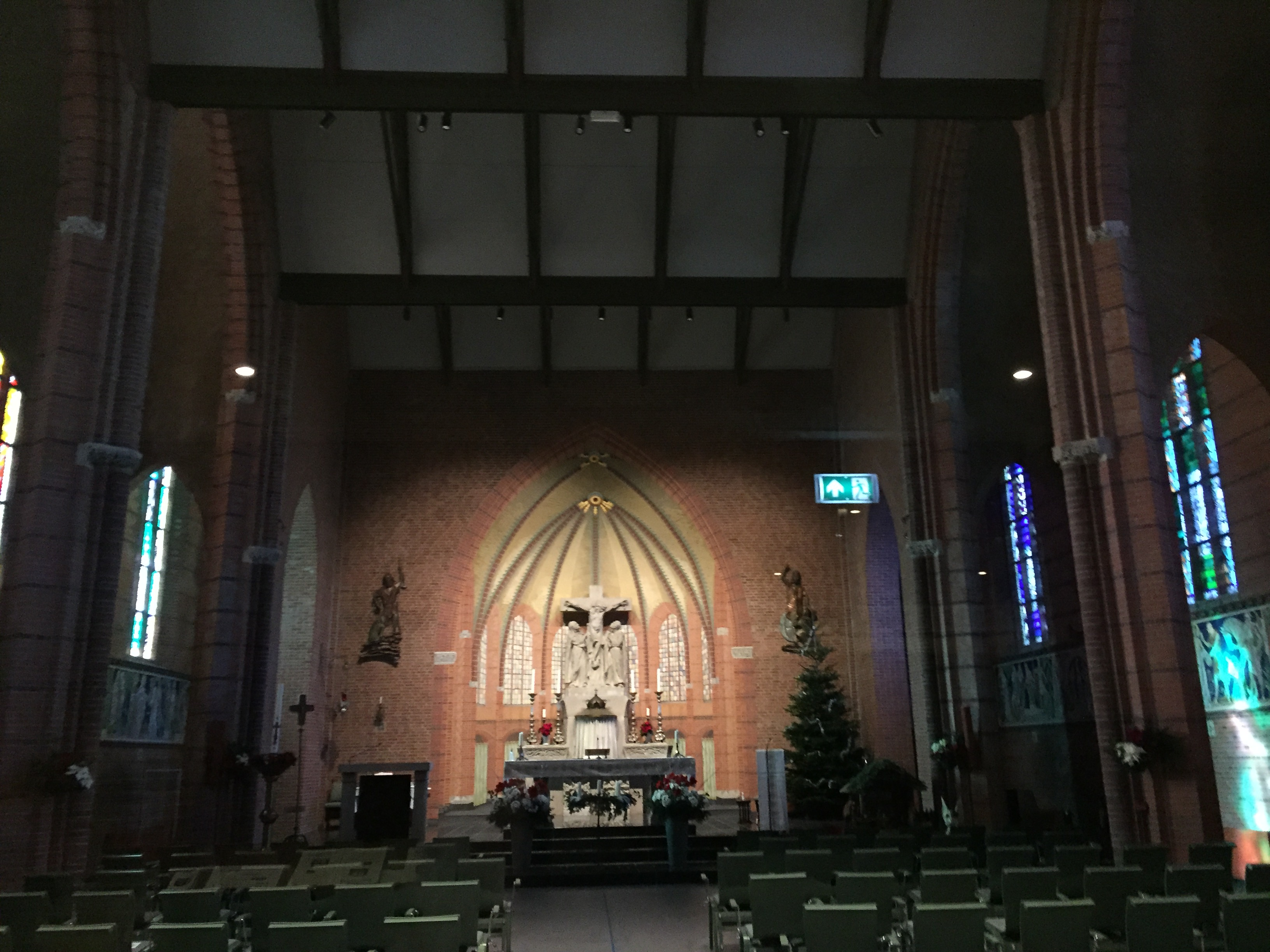
Interieur
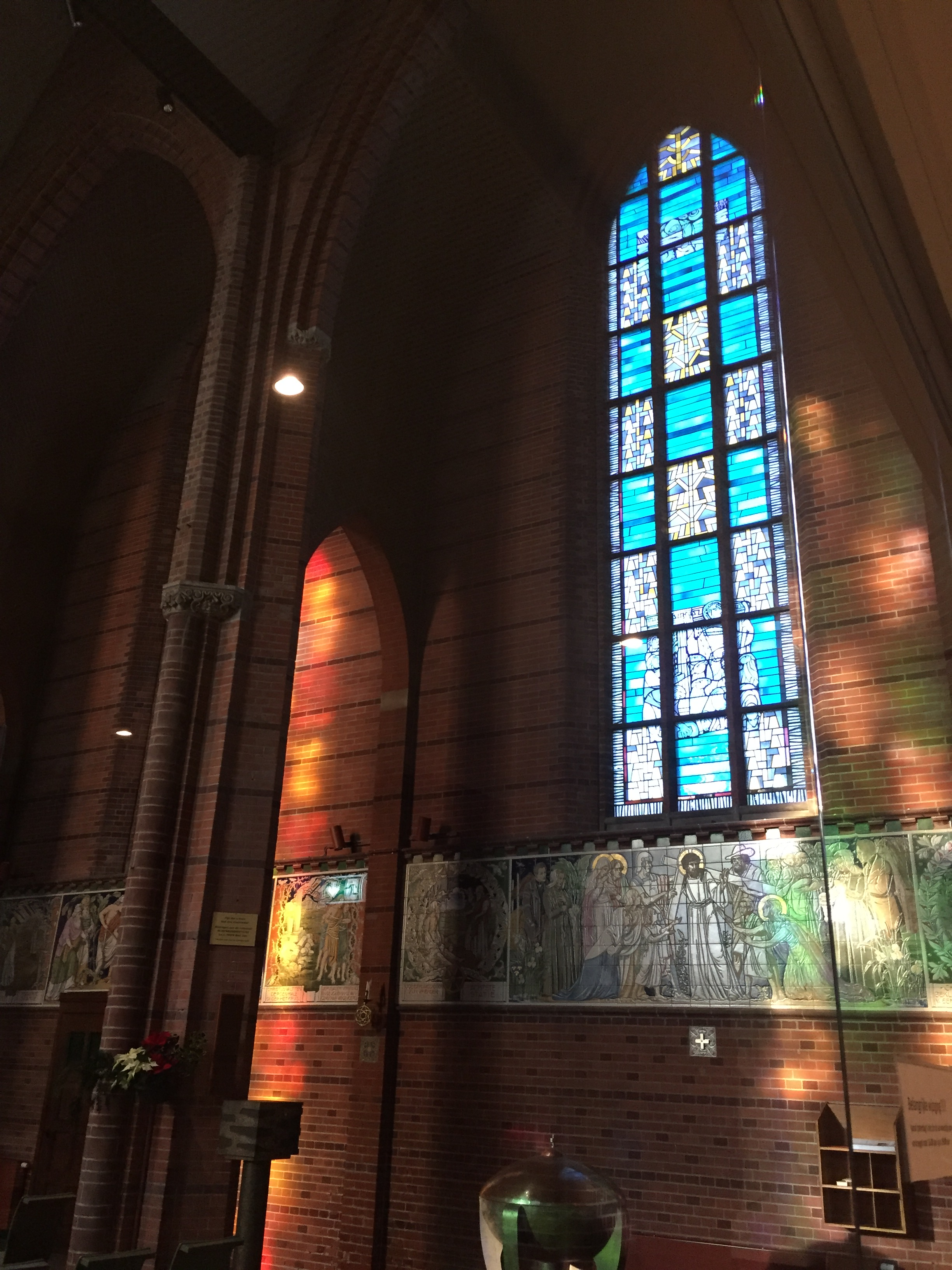
Glasraam
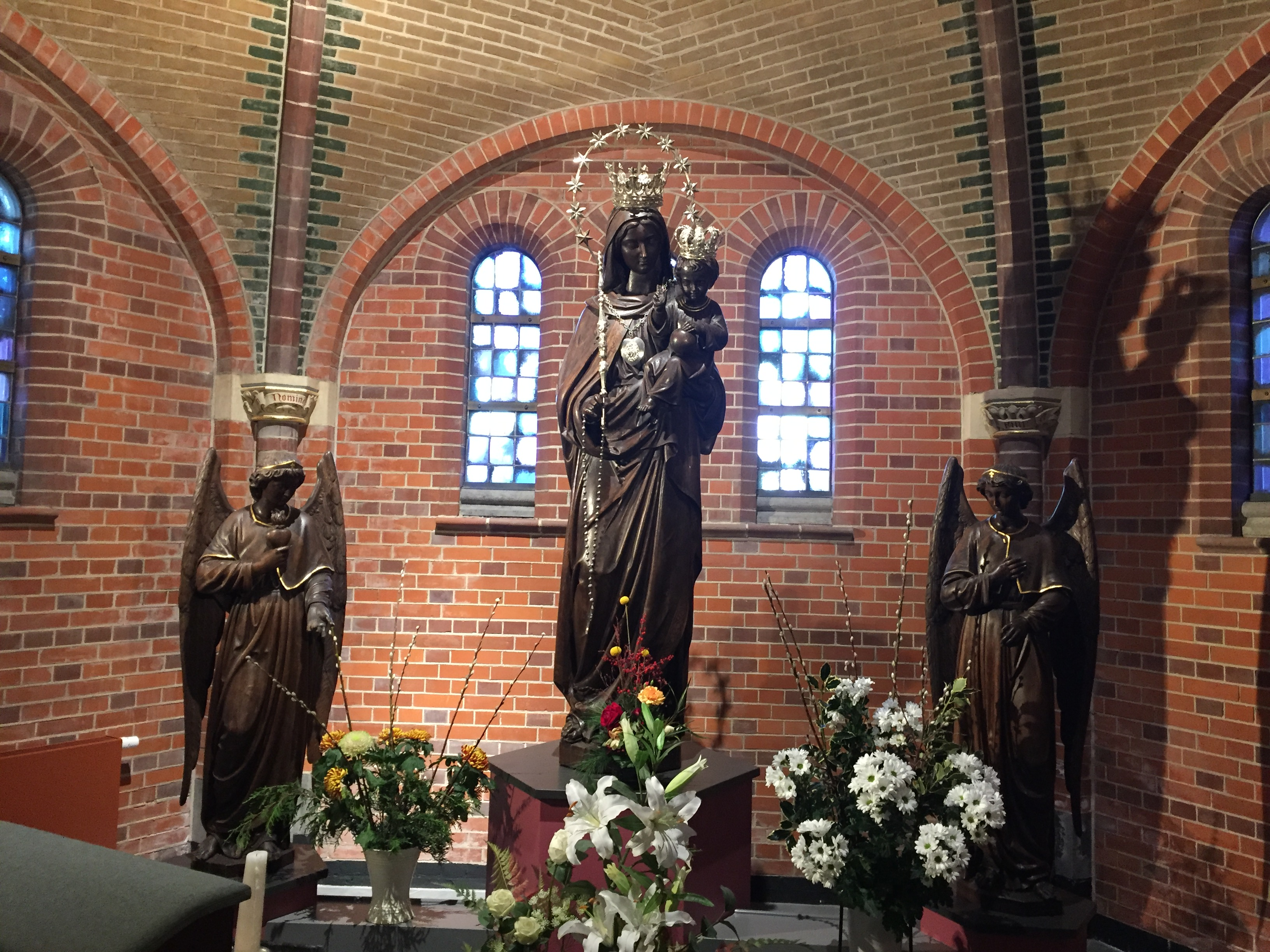
Mariakapel
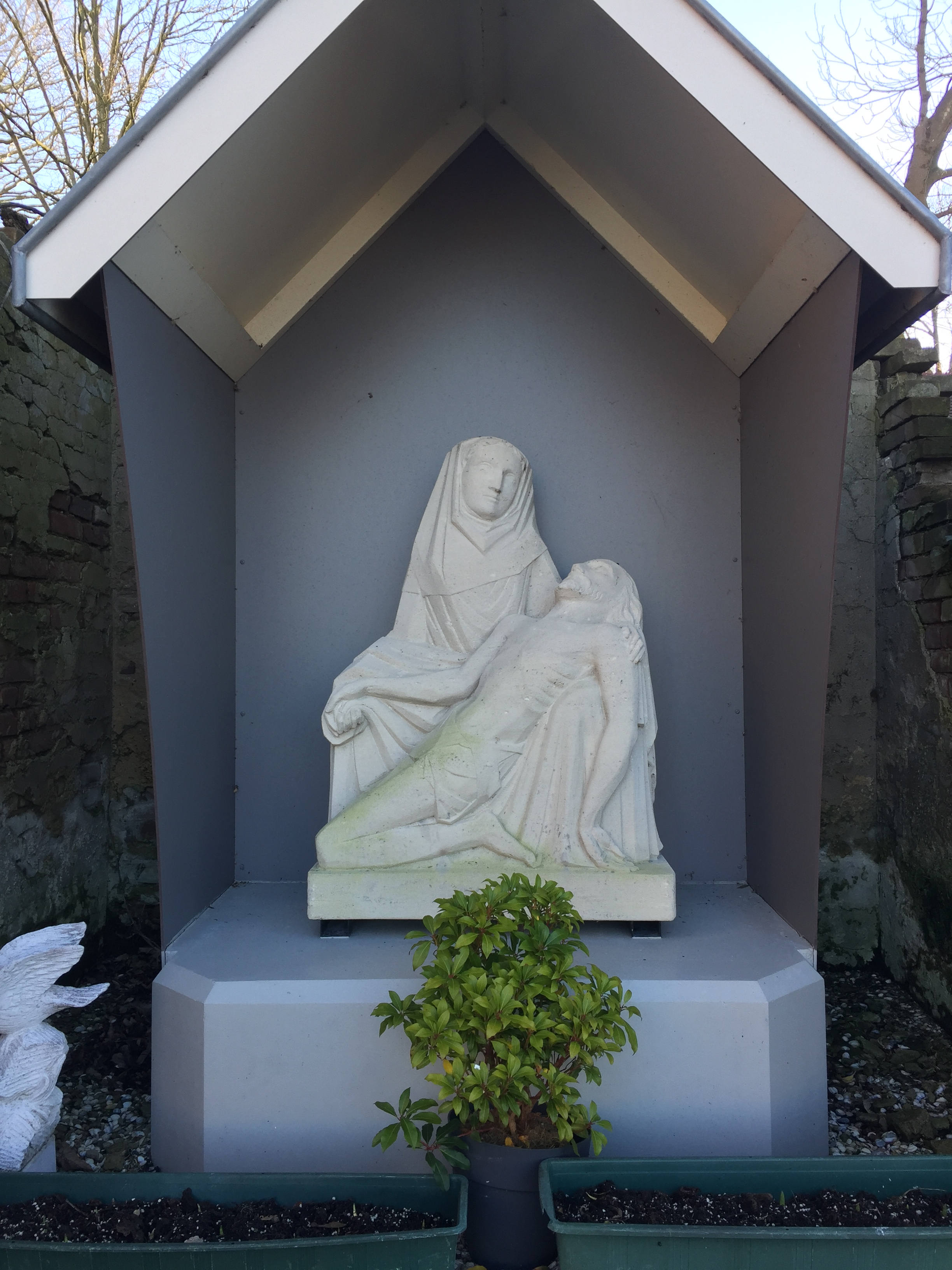
Pieta door Mari Andriessen

Vlak bij de pastorie, die zich direct naast de kerk bevindt, staat het standbeeld van Christus Koning met het opschrift "Regi saeculorum" (Koning der eeuwen). Op het voetstuk is tevens een gebed tot het Heilig Hart afgebeeld.

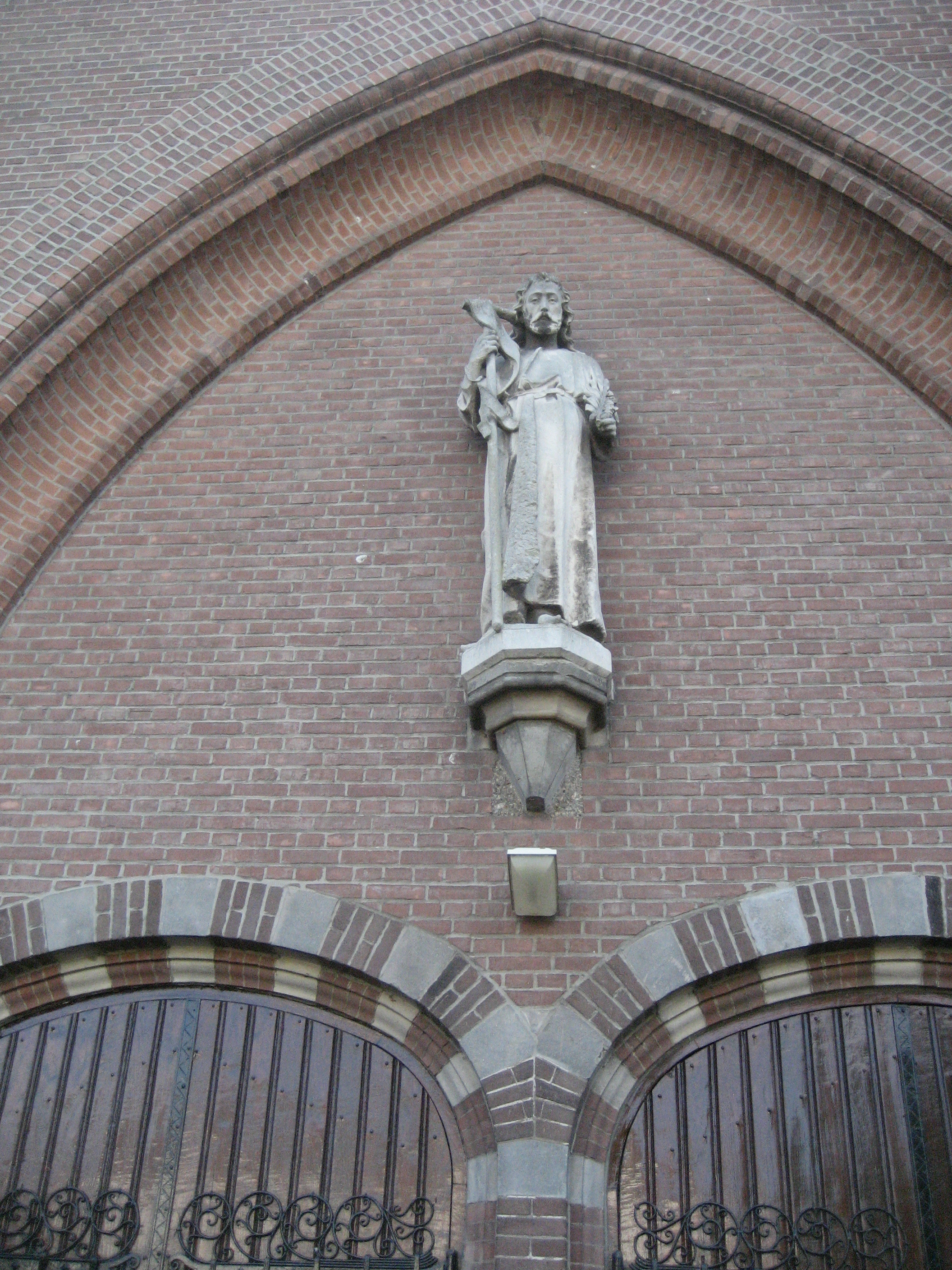
Sint Jan de Doper
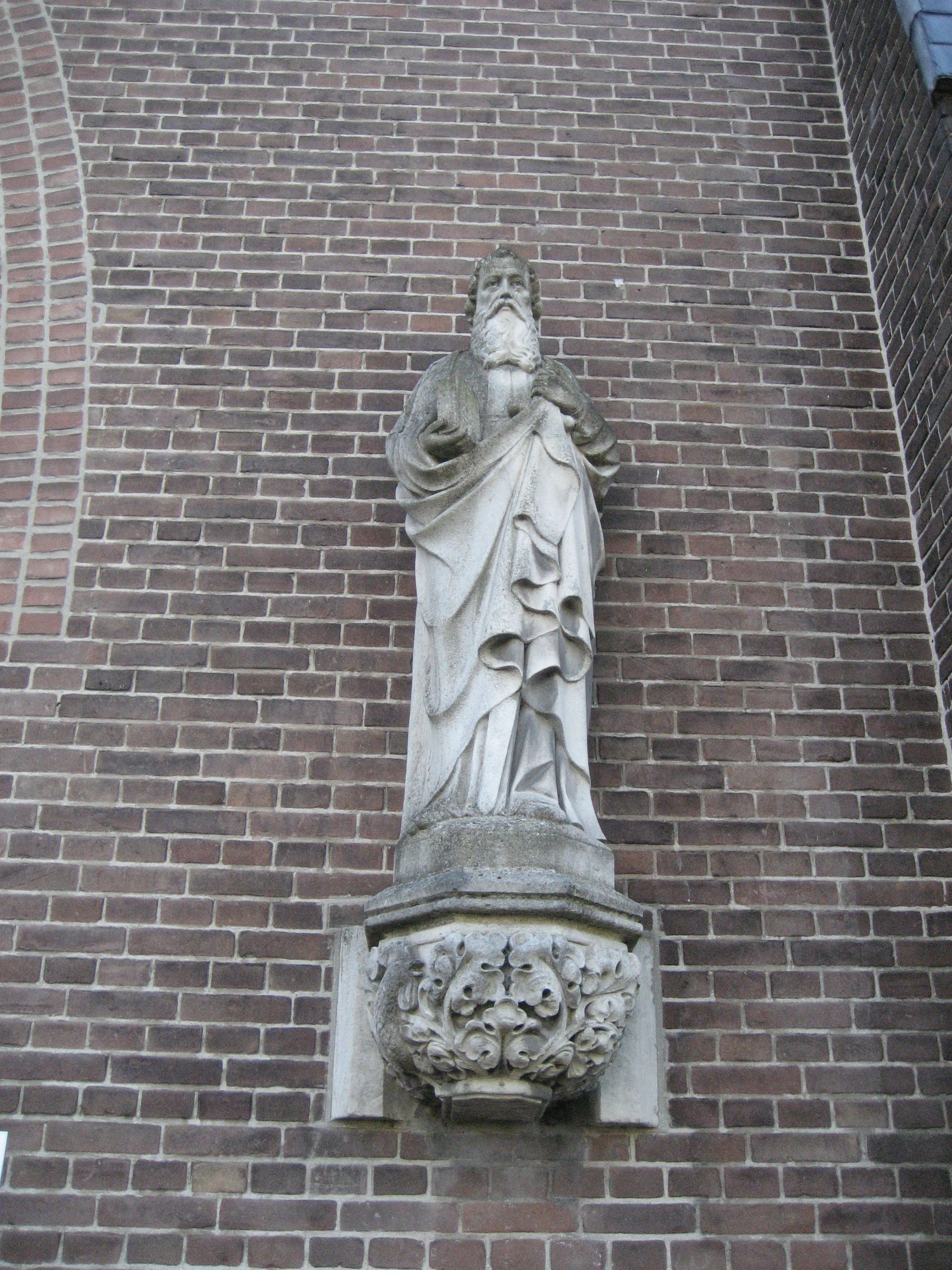
Sint Paulus
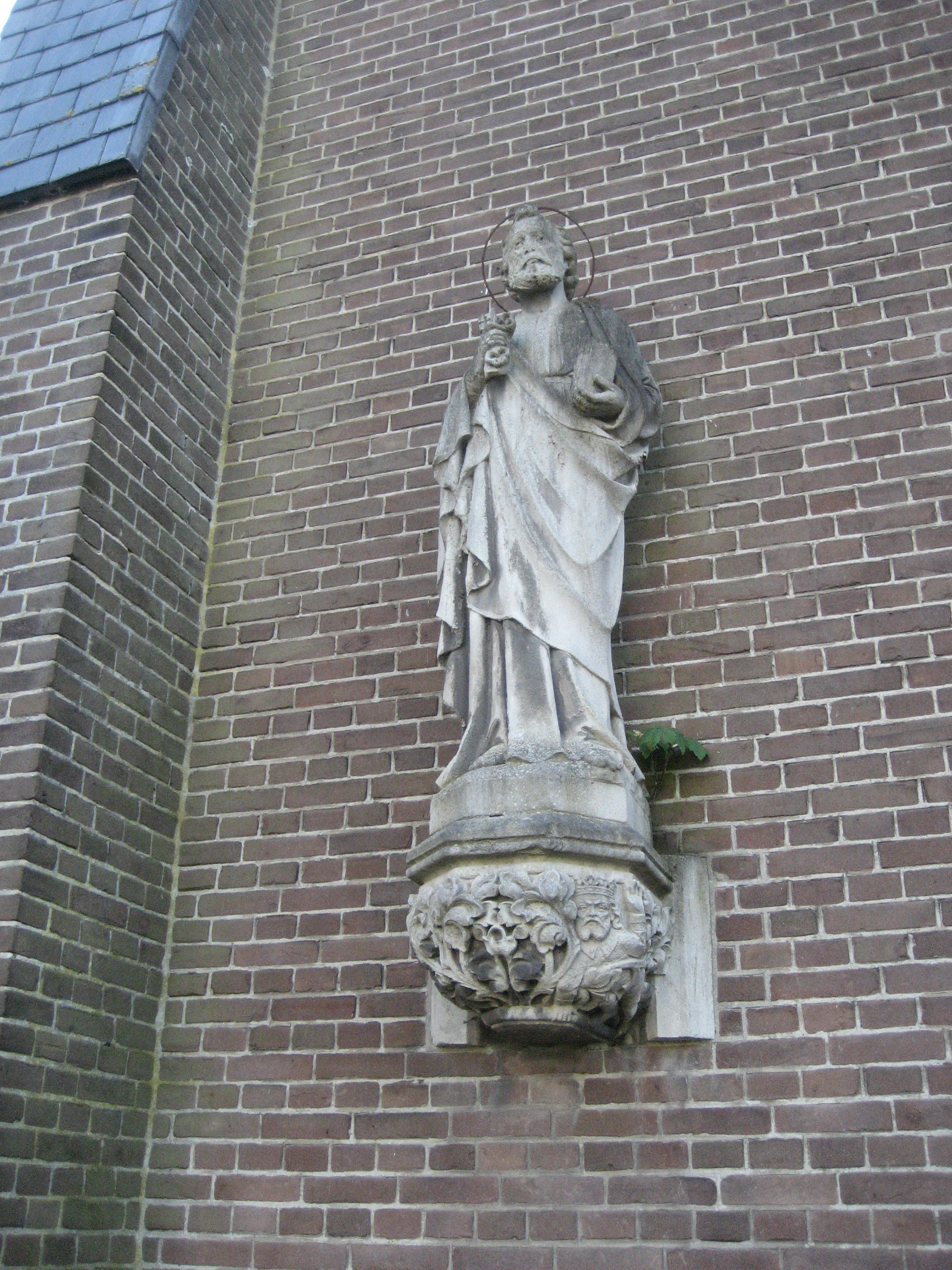
Sint Pieter
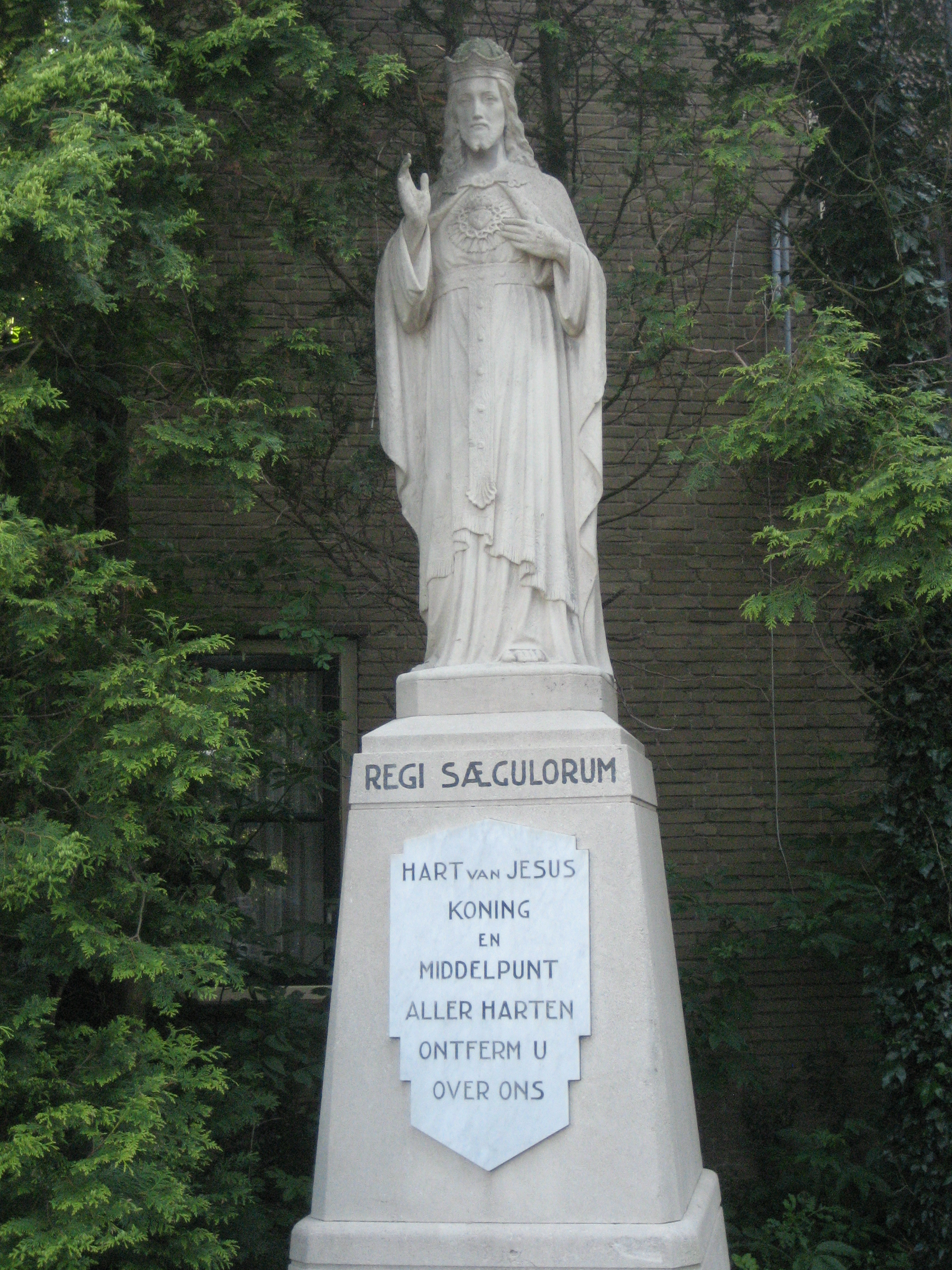
Heilig Hart

## Naamgeving
Als naam van de kerk en de parochie worden ook de varianten "Sint Jan Zoeterwoude-Dorp" en "Sint Jan’s Onthoofdingskerk" gebruikt.